# マケドニア・デナール
マケドニア・デナール（マケドニア語: Македонски денар）は、北マケドニア共和国の通貨。補助単位はデニ。